# بنیان‌گذار (فیلم)
بنیان‌گذار (به انگلیسی: The Founder) فیلمی آمریکایی محصول ۲۰۱۶ در ژانر زندگی‌نامه‌ای درام است که جان لی هنکاک آن را کارگردانی کرده و رابرت سیگل فیلمنامه‌اش را نوشته‌است. این فیلم داستان ری کراک و ماجرای به دست آوردن فست فود زنجیره‌ای مک‌دونالد را به تصویر می‌کشد. در این فیلم مایکل کیتون نقش کراک و لورا درن نقش همسرش اثل فلمینگ را بازی می‌کنند. دیگر بازیگران این فیلم عبارتند از: نیک آفرمن، جان کارول لینچ، پاتریک ویلسون، ریک رایتز و ویلبر فیتزجرالد. بنیان‌گذار توسط واینستین کمپانی در ۷ دسامبر ۲۰۱۶ اکران شد.
بنیان‌گذار برای اولین‌بار در ۷ دسامبر ۲۰۱۶ در آرک‌لایت هالیوود و در تاریخ ۲۰ ژانویه ۲۰۱۷ در سینماهای ایالات متحده آمریکا اکران شد و در سراسر جهان بیش از ۲۲ میلیون دلار فروش رفت. فیلم با استقبال منتقدان همراه بود و بازی کیتون ستوده‌شد.

## داستان
ری کراک یک فروشنده معمولی اهل ایالت ایلینوی است. او که به کار فروش مخلوط‌کن شیربستنی، پنج سال مشغول است و درآمد متوسطی دارد، از وضعیت مالی متوسط و زندگی معمولی‌اش راضی نیست. وی روزی در دهه ۱۹۵۰ میلادی، میان رستوران‌هایی که به آن‌ها مخلوط‌کن می‌فروشد با همبرگر فروشی برادران مک‌دونالد آشنا می‌شود که نوعی سیستم سریع و متمایز دارد. ری از سیستم بسیار سریع درست کردن برگرها خوشش آمد و متوجه شد که آن‌ها قابلیت تبدیل شدن به یک نام بزرگ را دارند، او با دانایی اقتصادی و پشتکار برادران مک‌دونالد را ترغیب به بنیان‌گذاری مک‌دونالد کرد.

## بازیگران
- مایکل کیتون در نقش ری کراک
- نیک آفرمن در نقش ریچارد مک‌دونالد
- جان کارول لینچ در نقش موریس مک‌دونالد
- لورا درن در نقش اثل فلمینگ
- لیندا کاردلیانی در نقش جوآن اسمیت
- پاتریک ویلسون در نقش رولی اسمیت
- بی جی نواک در نقش هری جی. سونبورن

## جوایز
- برنده جایزه کاپری بهترین بازیگر نقش اول مرد برای مایکل کیتون
- نامزد جایزه انجمن بازنشستگان آمریکا بهترین بازیگر نقش اول مرد
- نامزد جایزه انجمن بازنشستگان آمریکا بهترین فیلم